# Gentiana jouyana
Gentiana jouyana är en gentianaväxtart som beskrevs av Hul. Gentiana jouyana ingår i släktet gentianor, och familjen gentianaväxter. Inga underarter finns listade i Catalogue of Life.